# Legione dei non-vivi
La Legione dei non-vivi (Legion of the Unliving) è costituita da sei gruppi di personaggi immaginari che compaiono nei fumetti statunitensi pubblicati dalla Marvel Comics.

## Storia editoriale
Le cinque versioni originali appaiono per la prima volta in Avengers n. 131 (gennaio 1975); Avengers Annual n. 16 (dicembre 1987); Avengers West Coast n. 61 (agosto 1990); Avengers n. 353 (settembre 1992) e Avengers (Vol. 3) n. 10 (novembre 1998) rispettivamente. I gruppi sono stati creati da Steve Englehart e Sal Buscema; Tom DeFalco e vari artisti; Roy Thomas e Daniel Bulanadi; Len Kaminski e Chris Eliopoulos e Kurt Busiek e George Pérez. Una nuova versione della Legione è stata creata da Jason Aaron in Avengers (Vol. 8) n. 12 (gennaio 2019).

## Storia

### Legione dei non-vivi I
La Legione originale appare durante la trama della Madonna celestiale nelle serie Avengers e Giant-Size Avengers, evocata dalla linea temporale dal cattivo Kang il Conquistatore (su suggerimento del suo sé futuro Immortus) per uccidere la squadra di supereroi. Come suggerisce il nome, i membri della Legione erano tutti personaggi stabiliti come deceduti nella continuità Marvel, essendo stati tirati fuori dal tempo un momento prima della loro morte. Sebbene abbiano avuto un parziale successo nella loro missione (la Torcia Umana originale uccide Iron Man e la Visione viene ferita), la Legione si libera dal controllo di Kang e aiuta i Vendicatori. Kang fugge quando si confronta con il dio del tuono Thor, con Immortus che resuscita Iron Man e guarisce la Visione e riporta la Legione alle rispettive ere. Solo all'androide della Torcia Umana è permesso di rimanere poiché viene rivelato che il personaggio è in realtà la Visione, anni prima di essere modificato dal robot Ultron.

### Legione dei non-vivi II
La seconda versione della Legione è presente in Avengers Annual n. 16, in cu uno degli Antichi dell'Universo, il Gran Maestro, usurpa il potere dell'entità Morte. Con l'intenzione di distruggere l'universo, tramite sei bombe, e ricrearlo con i suoi compagni Antichi, il Gran Maestro decide di eliminare gli avversari, i Vendicatori (inclusi i Vendicatori della Costa Ovest) facendo in modo che l'AnticoCollezionista porti gli eroi (e si allei con Silver Surfer) nel Regno della Morte per combattere la Legione dei non-vivi. Segue una battaglia all'ultimo sangue e quando Thor osserva il compagno asgardiano l'Esecutore agire in modo disonorevole, si rende conto che la Legione è in realtà fatta solo di copie degli esseri originali, senza le loro personalità. Quasi tutti i Vendicatori vengono uccisi fermando la Legione e disinnescando le bombe, con solo Capitan America e Occhio di Falco sopravvissuti. Il Gran Maestro propone quindi un'altra competizione e aggiunge gli eroi caduti alla Legione, finché non viene ingannato da Occhio di Falco in un gioco d'azzardo. Perdere la partita disorienta il Gran Maestro e la Morte viene liberata, con l'entità che bandisce tutti gli Antichi dal suo regno, riportando in vita tutti gli eroi e poi riportandoli sulla Terra.

### Legione dei non-vivi III
La terza versione della Legione appare nella serie Avengers West Coast, ed è creata dal ricorrente nemico dei Vendicatori Immortus. Cercando di usare Scarlet come punto di collegamento da cui controllare tutto il tempo, Immortus convoca la Legione per ritardare i Vendicatori inseguitori, sebbene vengano quasi totalmente sconfitti dagli eroi. Lo stesso Immortus viene giudicato dall'entità dei Custodi del Tempo e costretto a diventare lui stesso il nesso.

### Legione dei non-vivi IV
Una quarta versione appare nel titolo Avengers, con gli spiriti degli ex-cattivi evocati e posti nei corpi di civili morti, in pratica zombi, dal nemico degli Avengers, il Sinistro Mietitore (potenziato da un demone chiamato Lloigoroth), che crede erroneamente che i Vendicatori lo abbiano assassinato. Quando il personaggio viene affrontato dalla Visione e costretto ad accettare che in realtà si è suicidato, la Legione si ribella. Il Sinistro Mietitore va nel panico e viene attaccato e apparentemente consumato da Lloigoroth, con gli spiriti della Legione che lasciano i cadaveri.

### Legione dei non-vivi V
La quinta versione della Legione appare nella terza serie degli Avengers, con il ritorno dello spirito del Sinistro Mietitore che corrompe suo fratello Wonder Man e lo usa per evocare gli ex Vendicatori morti in battaglia. Scarlet, tuttavia, usa il suo amore per Wonder Man per liberarlo dallo stato simile al limbo in cui si trovava la sua forma ionica, liberandolo così dal controllo del Sinistro Mietitore. Wonder Man è quindi in grado di riportare il Sinistro Mietitore a una forma fisica. Il cattivo umiliato rinuncia al controllo della Legione e gli eroi morti parlano ai loro compagni un'ultima volta prima di morire ancora una volta.

### Legione dei non-vivi VI
Una nuova Legione viene creata dal colonnello Shadow nella sua guerra civile tra vampiri, i cui membri includono un vampiro simile a un pipistrello chiamato Carpathian, la Baronessa Sangue, Boy-Thing, Rat Bomber, Snowsnake e il suo cane Sarge.

## Formazioni
La Legione dei non-vivi è il nome di cinque gruppi di personaggi immaginari che compaiono nei fumetti pubblicati dalla Marvel Comics.
Le cinque versioni appaiono per la prima volta in Avengers (Vol. 1) n. 131 (gennaio 1975); Avengers Annual n. 16 (dicembre 1987); Avengers West Coast (Vol. 2) n. 61 (agosto 1990); Avengers (Vol. 1) n. 353 (settembre 1992) e Avengers (Vol. 3) n. 10 (novembre 1998) rispettivamente. I gruppi sono stati creati da Steve Englehart e Sal Buscema; Tom DeFalco e vari artisti; Roy Thomas e Daniel Bulanadi; Len Kaminski e M.C. Wyman e Kurt Busiek e George Pérez.

### Legione dei non-vivi I
Avengers (Vol. 1) nn. 131-132 (gennaio-febbraio 1975); Giant-Size Avengers n. 3 (febbraio 1975)
- Barone Heinrich Zemo - Uno scienziato nazista.
- Il fantasma dell'Olandese Volante - Chiamato anche il Capitano dell'Olandese Volante.
- Mostro di Frankenstein - Un simulacro creato da Victor Frankenstein.
- Torcia Umana - Un androide pirocinetico.
- Mezzanotte - Un artista marziale. È conosciuto anche come Sole di Mezzanotte.
- Wonder Man - Un supereroe con poteri ionici.

### Legione dei non-vivi II
Avengers Annual n. 16 (Dec. 1987)
- Barone Sangue - Un vampiro.
- Cavaliere Nero (Sir Percy) - Un cavaliere nero del periodo medievale.
- Bucky Barnes - Il compagno di Capitan America (sarebbe stato poi rivelato che Bucky non era mai morto).
- Capitan Marvel (Mar-Vell) - Un supereroe Kree.
- Marasso - Villain ispirato al marasso (in seguito riportato in vita).
- Dracula - Un Lord dei vampiri (all'epoca tutti i vampiri nell'universo Marvel erano stati distrutti).
- Drax il Distruttore - Un umano potenziato da Kronos (successivamente riportato in vita).
- Esecutore - Un mezzo gigante asgardiano
- Goblin - Questa versione aveva sotto la maschera Norman Osborn o Bart Hamilton (in seguito i fumetti hanno stabilito che Norman Osborn non era mai morto, quindi doveva trattarsi di Hamilton).
- Hyperion - Nella versione dello Squadrone Sinistro.
- Korvac - Un tecnico informatico proveniente da Terra-691.
- Nighthawk - L'amministratore delegato di Richmond Enterprises.
- Guardiano Rosso (Alexi Shostakov) - Un supereroe dell'epoca della seconda guerra mondiale.
- Spadaccino (Jacques Duquesne) - Un criminale armato di spada diventato vendicatore.
- Terrax il domatore - Un araldo di Galactus. (successivamente riportato in vita)

### Legione dei non-vivi III
Avengers West Coast n. 61 (agosto 1990)
- Cavaliere Nero (Nathan Garrett) - Discendente di Sir Percy di Scandia e nemico di Giant-Man, utilizza un arsenale di armi medievali che sfruttano la tecnologia moderna (tra cui una lancia che sparava dardi di energia) e crea geneticamente un cavallo alato chiamato Aragorn.
- Sinistro Mietitore - Il fratello criminale di Wonder Man.
- Iron Man 2020 - Una controparte di Iron Man dell'anno 2020 sulla Terra-8410.
- Ala sinistra e Ala destra - Una coppia di wrestler (in realtà non erano morti, ma in coma).[citazione necessaria]
- Oort the Living Comet - Un personaggio superveloce proveniente dal futuro che afferma di essere un nemico di Quicksilver.
- Spadaccino (Jacques Duquesne)
- Toro - Un partner pirocinetico dell'androide Torcia Umana.

### Legione dei non-vivi IV
Avengers (Vol. 1) n. 353 (settembre 1992)
- Amenhotep - Un antico vampiro.
- Barone Heinrich Zemo
- Conte Nefaria - Un signore del crimine Maggia con abilità basate sugli ioni.
- Inferno - Un supercriminale dalla pelle d'acciaio in grado di generare calore.
- Nebulon - Un Ul'lula'n.
- Necrodamus - Uno stregone.
- Guardiano Rosso (Alexi Shostakov)
- Star Stalker - Un Vorm mutante.

### Legione dei non-vivi V
Avengers (Vol. 3) n. 10 (novembre 1998)
- Capitan Marvel
- Dottor Druido - Un druido.
- Sinistro Mietitore
- Hellcat - Una supereroina a tema felino.
- Mimo - Nella versione come impostore Skrull.
- Spadaccino (Jacques Duquesne)
- Thunderstrike (Eric Masterson) - Un ex-ospite di Thor.
- Wonder Man